# Schistorhynx lobata
Schistorhynx lobata är en fjärilsart som beskrevs av Louis Beethoven Prout 1925. Schistorhynx lobata ingår i släktet Schistorhynx och familjen nattflyn. Inga underarter finns listade.